# Pure Steel Records
Pure Steel Records es un sello independiente alemán fundado en 2006 en Schwarzenberg/Erzgeb. por Kay Anders y Andreas Lorenz. Se especializa en el Hard Rock y el Heavy metal.
En 2011, Pure Steel Records se hizo cargo de la compañía discográfica Karthago Records. No ha sido cerrado, pero continuará como su propia etiqueta musical. Pure Steel Records también ha establecido otras subsidiarias. Su objetivo es la especialización en determinadas áreas (Hard Rock / Melodic Metal, Progressive Metal, Underground, Rock).
Desde 2014, las ventas han sido respaldadas por - Soulfood Music Distribution, que garantiza la distribución mundial.
En diciembre de 2008, lanzó su primer álbum tributo oficial para Warlock / Doro (entre otras cosas, Crystal Viper y Sabaton).

## La lista de artistas (selección)[4]
- Alltheniko
- Chastain
- Cloven Hoof
- Dark Sky
- Firewind
- Halloween
- Omen
- Rage / Avenger
- Steel Prophet
- Warrant
- Zarpa